# 布罗科蓬多区
布罗科蓬多区是苏里南的一个区，首府为布罗科蓬多，位在布罗科蓬多水库的北側。行政區总面积達7,364平方公里，总人口8,340。布罗科蓬多水库位于该区，為國境內最大的人工湖泊。该水库提供了苏里南全国近一半的电力。区内矿产有金矿等。

## 行政区划

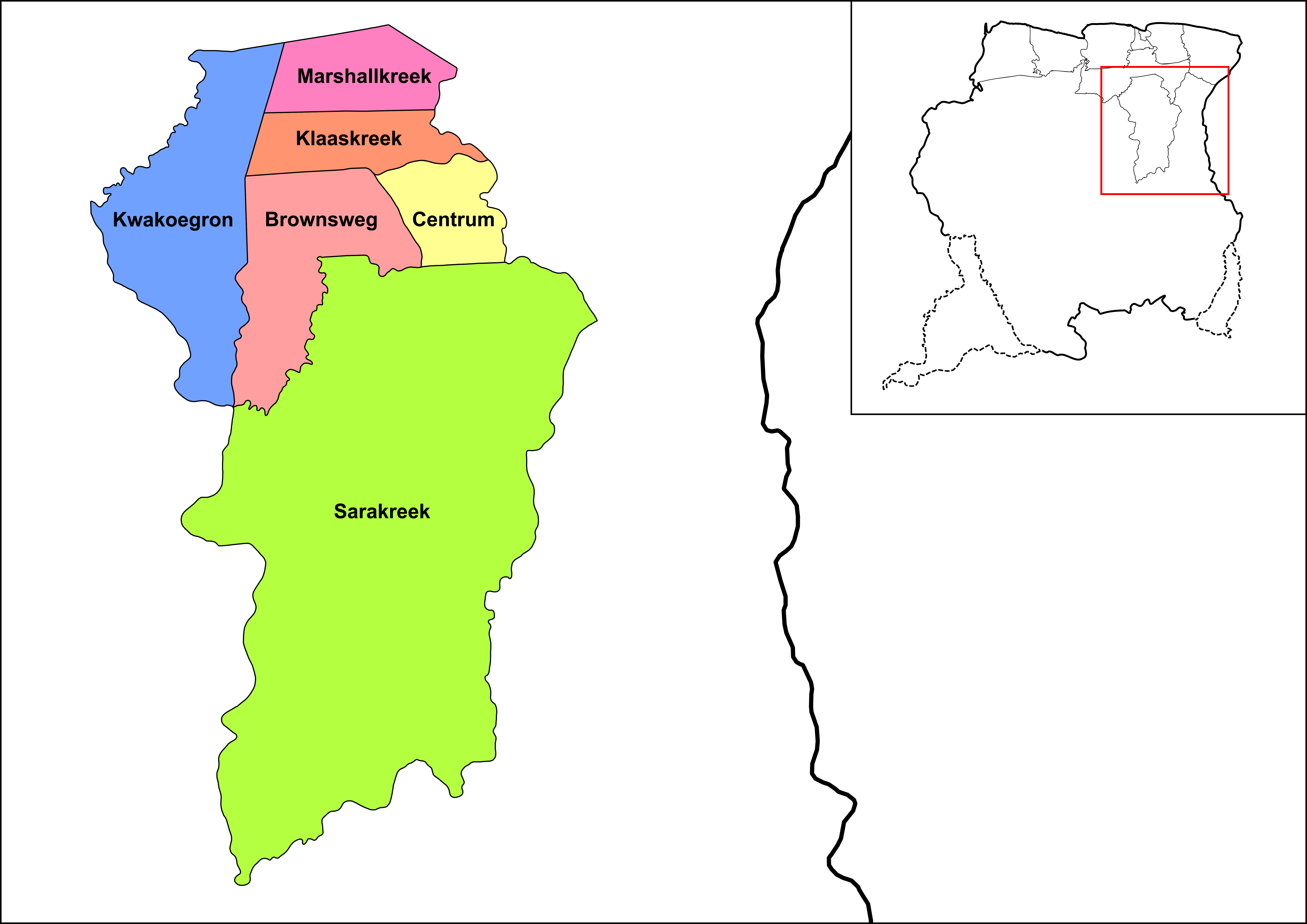
布罗科蓬多区行政区划

布罗科蓬多区分为6个次分区。
1. ↑   (PDF). Spang Staging.   [29 May 2020]. （原始内容 (PDF)存档于23 December 2021）.